# Kloster Portglenone

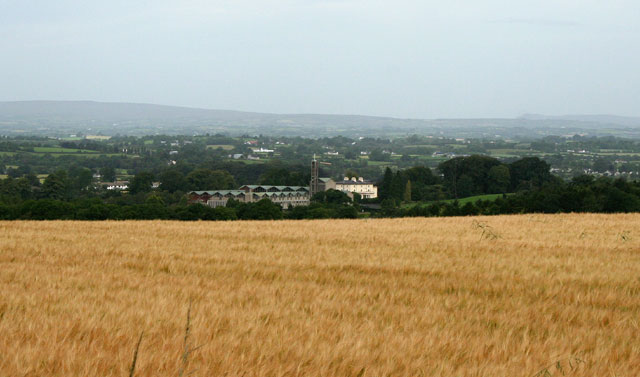
Kloster Portglenone

Kloster Portglenone (lat. Abbatia Beatae Mariae de Bethlehem; engl. Our Lady of Bethlehem Abbey) ist eine Trappistenabtei in Portglenone (irisch Port Chluain Eoghain) bei Ballymena, County Antrim, Nordirland. Es liegt im Bistum Down und Connor. 

## Geschichte
Das irische Kloster Mount Melleray gründete 1948 im nordirischen Krisengebiet das Kloster Our Lady of Bethlehem („Unserer Lieben Frau von Bethlehem“), das 1951 zur Abtei erhoben wurde.

## Obere und Äbte
- Oliver Farrell (1948–1958)
- Aengus Dunphy (1958–1977)
- Celsus Kelly (1977–2024)
- Aelred Magee (Oberer ad nutum, seit 2024)